# كليف فريند
كليف فريند (بالإنجليزية: Cliff Friend)‏ هو كاتب أغاني وعازف بيانو أمريكي، ولد في 1 أكتوبر 1893 في سينسيناتي في الولايات المتحدة، وتوفي في 27 يونيو 1974 في لاس فيغاس في الولايات المتحدة.

## وصلات خارجية
- كليف فريند على موقع IMDb (الإنجليزية)
- كليف فريند على موقع ميوزك برينز (الإنجليزية)
- كليف فريند على موقع قاعدة بيانات برودواي على الإنترنت (الإنجليزية)
- كليف فريند على موقع ديسكوغز (الإنجليزية)
- كليف فريند على موقع قاعدة بيانات الفيلم (الإنجليزية)